# Thalassarachna longipes
Thalassarachna longipes är en spindeldjursart som först beskrevs av Édouard Louis Trouessart 1888.  Thalassarachna longipes ingår i släktet Thalassarachna, och familjen Halacaridae. Arten är reproducerande i Sverige.